# Суровщикова-Петипа, Мария Сергеевна
Мари́я Серге́евна Суро́вщикова, в браке Суровщикова-Петипа́ (15 [27] февраля 1836 года, Новочеркасск — 4 [16] марта 1882 года, Пятигорск) — русская балерина, артистка Императорских театров, первая супруга балетмейстера Мариуса Петипа.

## Биография
Юная Мария Сергеевна Суровщикова поступила в Петербургское театральное училище. Её педагогом была Дарья Лопухина. Вышла впервые на сцену императорского Петербургского театра ещё воспитанницей училища, а по окончании образования в 1854 году принята в штат петербургской балетной труппы. И вскоре вышла замуж за танцора труппы Мариуса Петипа. Сам будущий прославленный балетмейстер писал в мемуарах: «В 1854 году я сочетался браком с девицей Марией Суровщиковой, грациознейшей особой, которую сравнить можно было с самой Венерой». Венчались 4 июля 1854 в церкви Пресвятой Троицы при Училище и Дирекции Императорских Санкт-Петербургских театров. Поручители: по женихе: французский подданный, учитель 3-го рода Пажеского корпуса, коллежский асессор Юлий Иванович Дютак, и его отец — французский подданный, учитель 3-го рода Пажеского корпуса, титулярный советник Иван Иванович Дютак;  по невесте: артист, пансионер Императорских С.-Петербургских театров Михаил Герасимов Беккер (3-й), и потомственный почетный гражданин, с.-петербургский 2-й гильдии купец, Николай Александрович Иконников.
Получив отпуск в Петербурге, семейная чета Петипа отправилась на трехмесячные гастроли в Европу. В Париже и Берлине выступления Суровщиковой-Петипа пользовались большим успехом. Через некоторое время совершили ещё гастрольные поездки. В 1861—1862 семейная пара совместно гастролировала в Риге, Берлине, Париже. В 1861 и 1862 Мария Суровщикова-Петипа танцевала в театре парижской Оперы, в 1863 — в Берлине.
На петербургской сцене Петипа-Суровщикова соперничала с другой танцовщицей Марфой Николаевной Муравьевой: эти две прекрасные балерины разделили балетную публику Петербурга на два враждующих лагеря: одни симпатизировали Муравьевой, другие были очарованы Суровщиковой, о чём подробно рассказывается в балетных хрониках.
Прожив вместе 15 лет, супруги вынуждены были разъехаться. Петипа вспоминал в мемуарах: «В домашней жизни недолго могли мы ужиться с ней в мире и согласии. Несходство характеров, а может быть, и ложное самолюбие обоих скоро сделали совместную жизнь невозможной». После этого, в том же году, Мария Сергеевна уехала, оставив Петерубургскую императорскую сцену тоже в 1869 году.
Их дети: Иван (1855—?) и балерина Мария Петипа (1857—1930).
«Талантливая балерина была несколько эгоистичной и хотела блистать на сцене одна, Суровщикова не могла найти настоящего творческого контакта с мужем. Находясь за границей на гастролях, она не пожелала вернуться в Россию. А Мариус, нашедший вторую родину на русской земле, снова занялся любимой работой», — рассказывала в интервью Марианна Стриженова, одна из исполнительниц ролей фильма «Третья молодость», посвященного жизни балетмейстера Мариуса Петипа.
Первая исполнительница партий: в постановках Петипа — Матильда («Брак во времена регентства», 1858), Лизетта («Парижский рынок», 1859), Голубая георгина («Голубая георгина», 1860), Мирана («Ливанская красавица», 1863), Альма («Путешествующая танцовщица», 1865), Флорида («Флорида», 1866); в постановках Ж. Перро — Берта («Эолина, или Дриада», 1858), Марта («Фауст», 1867).
Другие партии: Эсмеральда (1854), Газельда ("Газельда"Газельда, или Цыганы", 1859, балетмейстер Жюль Перро), Катарина («Катарина, дочь разбойника», 1859, балетмейстер Жюль Перро), Маргарита («Фауст», 1861, балетмейстер Жюль Перро), Эолина («Эолина, или Дриада», 1861, балетмейстер Жюль Перро), Бабетта («Маркитантка», 1861), Аспиччия («Дочь фараона», 1862, балетмейстер М.Петипа), Медора («Корсар» Адана, 1863, балетмейстер Жюль Перро).
В концертном репертуаре балерины исполнение характерных танцев: качуча, сальтарелла, сапатеадо, мазурка, номер «Мужичок» на музыку трепака (1865), отражённый Н. А. Некрасовым в стихотворении «Балет» (1865 — начало 1866, стихотворение построено как разговор поэта с музой — на ты Некрасов обращается не к балерине, а к Музе, образы которых постепенно сливаются):
на конек ты попала обычный -
На уме у тебя мужики,
За которых на сцене столичной
Петипа пожинает венки,
И ты думаешь: "Гурия рая!
Ты мила, ты воздушно легка,
Так танцуй же ты «Деву Дуная»,
Но в покое оставь мужика!.. "
Балет «Дева Дуная» был упомянут как романтическое произведение, не имеющее никакого отношения к проблемам суровых реалий. Негодование Некрасова было обращено к моде на лубочный стиль «псевдорусскости», воцарившийся на русской балетной сцене в середине XIX столетия после феноменального успеха балета «Конёк-горбунок» в постановке французского балетмейстера Артура Сен-Леона в Петербургском Большом театре в 1864 году.
Критика отмечала: «Танцовщица тонко чувствовала красоту позы, выразительность жеста; одарённая от природы идеальной грацией и пластичностью, была лишена виртуозности».